# Rusociny
Rusociny [pronunciación en polaco: /rusɔˈt͡ɕinɨ/] es un pueblo ubicado en el distrito administrativo de Gmina Grabica, dentro del condado de Piotrków, Voivodato de Łódź, en el centro de Polonia. Se encuentra a unos 4 kilómetros al oeste de Grabica, a 17 kilómetros al noroeste de Piotrków Trybunalski, y a 32 kilómetros al sur de la capital regional Łódź.